# Brojce
Brojce [ˈbrɔi̯t͡sɛ] (tiếng Đức: Broitz) là một ngôi làng ở hạt Gryfice, West Pomeranian Voivodeship, ở phía tây bắc Ba Lan. Đó là chỗ ngồi của gmina (khu hành chính) được gọi là Gmina Brojce. Nó nằm khoảng 12 kilômét (7 mi) phía đông bắc Gryfice và 80 km (50 mi) về phía đông bắc của thủ đô khu vực Szczecin.
Trước năm 1637, khu vực này là một phần của Duchy of Pomerania. Đối với lịch sử của khu vực, xem Lịch sử của Pomerania.
Làng có dân số 1.279 người.